# Шуморово (Брянская область)
Шу́морово — историческое село в Почепском районе Брянской области, в составе Доманичского сельского поселения. Население — 74 жителя.

## География
Шуморово расположено в 20 километрах к северу от Почепа, в 10 км к северу от села Доманичи, на левом берегу реки Усы.

## История
Впервые упоминается в Литовской метрике под 1447 годом. Со 2 половины XVII века входило в Почепскую сотню Стародубского полка (гетманское владение, в 1710-20-х гг. – А. Д. Меншикова, с 1761 – Разумовских, позднее графа Клейнмихеля).
В конце XVII века близ села был основан Шуморовский Покровский девичий монастырь (закрыт в 1786, после чего его деревянная Троицкая церковь до начала XX в. служила в качестве приходской). Монастырь владел окрестной землёй и небольшим количеством крепостных крестьян, которые при возможности пытались записаться в казаки:
сих [казаков, живших в пяти дворах в селе Шуморове] деды и отцы казаковали и они сами в походах на службах войсковых бували; теды за сотницства покойного Лукяна Рославца, мати его будучи в Шуморовском монастыре игумениею, по прошению еи покойной Лукян отдал оних монастиру в подданство. А тепер они желают по прежнему казаковати... (по материалам ревизии 1723 года)
Священнослужители Троицкой церкви:
- 1753-1759 — священник Демьян Данилович Богдановский
- 1765-1768 — священник Андрей Васильевич Кобронович
- 1784-1792 — священник Иосиф Иванович Морозов
- 1787 — дьячок Алексей Иванович Богдановский
- 1789 — священник Григорий Немцов
- 1789 — дьячок Савва Богдановский
- 1792 — дьячок Иван Иванович Морозов
- 1792 — пономарь Алексей Демьянович Богдановский

#### Описание села в1781 году
Положение имеет на косогорах, на левом береге речки Вусы, в чистых полях, на проселочной дороге. На оной речке плотина монастыря Шуморовского о 2 колах. В том селе церкви нет, священников 2. Казаков выборных 1 двор, 2 хаты; подпомощиков 4 двора, 6 хат; казачьих подсоседков 1 хата; подсоседков значкового товарища Антона Щербы – 1 двор, 1 хата; подсоседков Шуморовского девичьего монастыря – 5 бездворных хат.
С 1782 по 1918 село Шуморово входило в Мглинский уезд (с 1861 — в составе Алексеевской волости); в 1918-1929 состояло в Почепском уезде (Воробейнская, с 1924 Балыкская волость). С 1919 по 2005 гг. являлось центром Шуморовского сельсовета.

## Население
|               | 1859 | 1926 | 1979 | 1989 | 2002 | 2009 |
| ------------- | ---- | ---- | ---- | ---- | ---- | ---- |
| Число жителей | 273  | 631  | 212  | 120  | 98   | 74   |

## Знаменитые земляки
- Соломина, Александра Максимовна — биолог-зоотехник, кавалер ордена Трудового Красного Знамени.
- Тупицын, Иван Никитович — Герой Советского Союза.